# D. J. Kennedy
Pour les articles homonymes, voir Kennedy.
David John Kennedy, né le 5 novembre 1989 à Pittsburgh dans l'État de Pennsylvanie, est un joueur américain de basket-ball. Il évolue aux postes d'arrière et d'ailier.

## Carrière
Kennedy joue pour le Red Storm de l'université de Saint John's (New York) de 2007 à 2011.
En 2011, non drafté en NBA, il rejoint les BayHawks d'Érié en NBA D-League.
Avec une moyenne de 15,7 points et 7,3 rebonds par match en 44 rencontres disputées avec les BayHawks, il signe avec les Cavaliers de Cleveland à l'approche de la fin de la saison NBA 2011-2012.
Pour son premier match avec les Cavaliers, le 25 avril 2012, il marque 12 points mais n'empêche pas la défaite des siens 96 à 85 face aux Wizards de Washington.
Le 25 juillet 2012, il est transféré aux Grizzlies de Memphis. Les Grizzlies le coupe le 18 septembre 2012 mais le resigne quelques semaines plus tard pour participer au training camp. Le 7 octobre 2012, les Grizzlies le coupe une seconde fois.
Après cela, il repart jouer avec les BayHawks d'Érié.
Le 4 février 2013, Kennedy est sélectionné pour participer au All-Star Game entre les joueurs de D-League. Durant ce match, il marque 6 points, capte 8 rebonds et distribue 8 passes décisives en 21 minutes. Son équipe s'impose sur le score de 139 à 125 face aux joueurs dits du futur.
Le 5 mars 2013, Kennedy est transféré aux Vipers de Rio Grande Valley et remporte le titre de NBA D-League 2013 avec les Vipers.
En juillet 2013, Kennedy joue pour le Heat de Miami durant la NBA Summer League de 2013.
Le 10 septembre 2013, il signe avec les Mavericks de Dallas. Cependant, il est coupé par les Mavericks le 22 octobre.
Quelques jours plus tard, le 27 octobre 2013, il signe à Gravelines-Dunkerque, dans le championnat français en tant que pigiste. Après 8 rencontres disputées sous le maillot de Gravelines-Dunkerque, il choisit de rompre son contrat avec le club nordiste.
Début 2014, il signe à l'Hapoël Holon, dans le championnat israélien.
En mai 2018, Kennedy est élu dans l'équipe-type de la Ligue des champions avec le MVP Manny Harris, Elmedin Kikanović, Louis Labeyrie et Ovie Soko.

## Palmarès

### En club
- Champion de NBA D-League en 2013
- Champion d'Italie 2018-2019

### Distinctions personnelles
- Sélectionné par le D-League All-Star Game en 2013
- Sélectionné dans la All-NBA D-League Third Team en 2013